# بنجامین ترومنر
بنجامین ترومنر (انگلیسی: Benjamin Trümner؛ زادهٔ ۱۷ مهٔ ۱۹۹۵) بازیکن فوتبال اهل آلمان است.
وی همچنین در تیم‌های ملی فوتبال جوانان آلمان، جوانان آلمان، و زیر ۲۰ سال آلمان بازی کرده‌است.